# 可度者
可度者（?—?），唐朝奚族部落联盟领袖。
唐太宗贞观二十二年（648年），可度者率其所部内属唐朝，太宗置饶乐都督府，任命可度者为右领军兼饶乐都督、持节都督六州诸军事，封楼烦县公，赐姓李氏。以阿会部为弱水州，处和部为祁黎州，奥失部为洛瑰州，度稽部为太鲁州，元俟折部为渴野州。唐高宗显庆元年（656年），又授右监门大将军。可度者去世后，顯慶五年（660年），奚族和契丹叛唐，唐高宗以定襄都督阿史德樞賓、左武候將軍延陀梯真、居延州都督李合珠為冷岍道行軍總管，率军討奚，命尚書右丞崔餘慶充使總護三部兵，奚族杀死首领匹帝，遣使降唐。阿史德樞賓等為沙磚道行軍總管討契丹，擒契丹松漠都督阿卜固送東都。